# Graulhet
Graulhet is een gemeente in het Franse departement Tarn (regio Occitanie). De plaats maakt deel uit van het arrondissement Castres. Graulhet telde op 1 januari 2022 13.275 inwoners.

## Geschiedenis
Al in de 10e eeuw was er een versterkt kasteel in Graulhet, gelegen op een rotsachtige verhoging boven de Dadou. In 1166 kwam de heerlijkheid Graulhet in handen van de graven van Toulouse. Langsheen de loop van de Dadou waren verschillende leerlooierijen gevestigd, voornamelijk buiten de stadsmuren. In 1244 kwam er een brug over de Dadou en breidde de stad zich uit over de andere oever. In de 15e eeuw ontstond de pastelproductie en ontwikkelde zich een kleine haven op de Dadou van waaruit de pastel werd vervoerd.
In 1583 vluchtte de bisschop van Castres naar Graulhet en nam er tijdelijk zijn intrek. In de 17e eeuw was het Château de Crins buiten het centrum de residentie van François-Jacques d'Amboise, de beschermheer van Molière. Vanaf de 18e eeuw werd de ledernijverheid op basis van schapenhuiden steeds belangrijker.

## Geografie
De oppervlakte van Graulhet bedroeg op 1 januari 2022 56,75 vierkante kilometer; de bevolkingsdichtheid was toen 233,9 inwoners per km². De Dadou stroomt door de gemeente.
De onderstaande kaart toont de ligging van Graulhet met de belangrijkste infrastructuur en aangrenzende gemeenten.

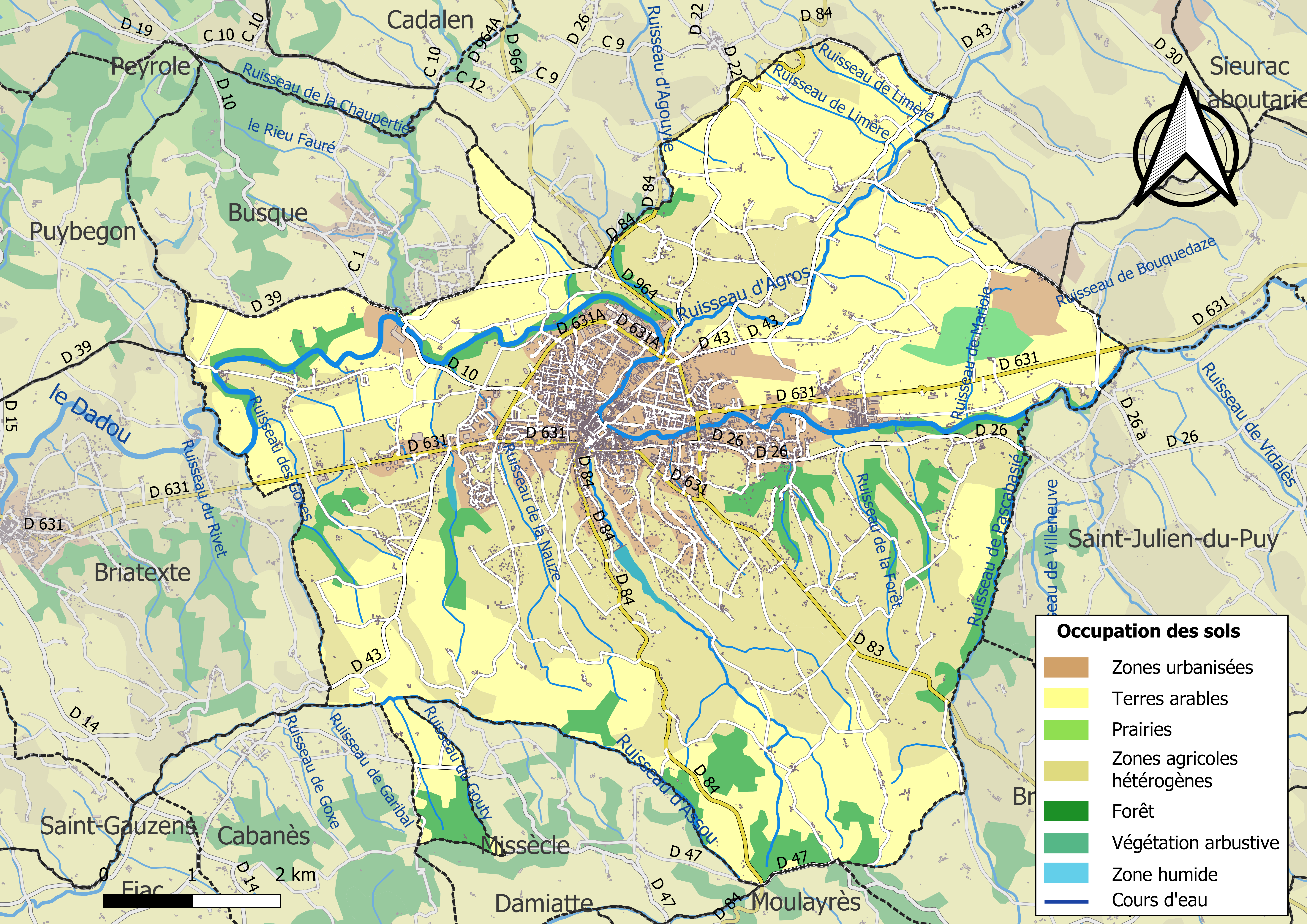

## Demografie
Onderstaande figuur toont het verloop van het inwonertal (bron: INSEE-tellingen).